# Ronald Boyd
Ronaldo R. Boyd (Ronald pour l'ITF) est un joueur argentin de tennis.

## Carrière
Joueur du Belgrano Athlétic, il possédait un service puissant.
Il joue à Wimbledon 1923 (1/64), 1926 (1/32), 1928 (1/8), 1931 (1/32) et à Roland-Garros en 1926 (1/64) et 1928 (1/4 perdu contre Henri Cochet, 7-5, 6-4, 6-2)
Il joue en Coupe Davis en 1923 (1 rencontre), 1928 (1 rencontre), 1931 (2 rencontres). 8 simples dont 2 victoires et 1 double perdu, soit 11 matchs.
Il est quarts de finaliste au Tournoi du Queen's en 1931.
Il est titré en double mixte à l'Argentina championships de 1930 au côté de Lilí Álvarez : ils battent Fred Perry et Mrs. Holcroft Watson (5-7, 10-8, 6-2).

### Titres en simples
- 1927 : River Plate championships, bat Hector Cattaruzza (7-5, 6-4, 7-9, 6-2)[4].
- 1928 : Argentina championships, bat Carlos Morea (6-4, 3-6, 6-1, 6-1)
- 1931 : Argentina championships, bat Lucilo del Castillo (11-9, 6-4, 6-2)

### Finales en simples
- 1930 : River Plate championships, battu par Lucilo del Castillo (4-6, 10-8, 6-4, 6-2)